# Johann Beer

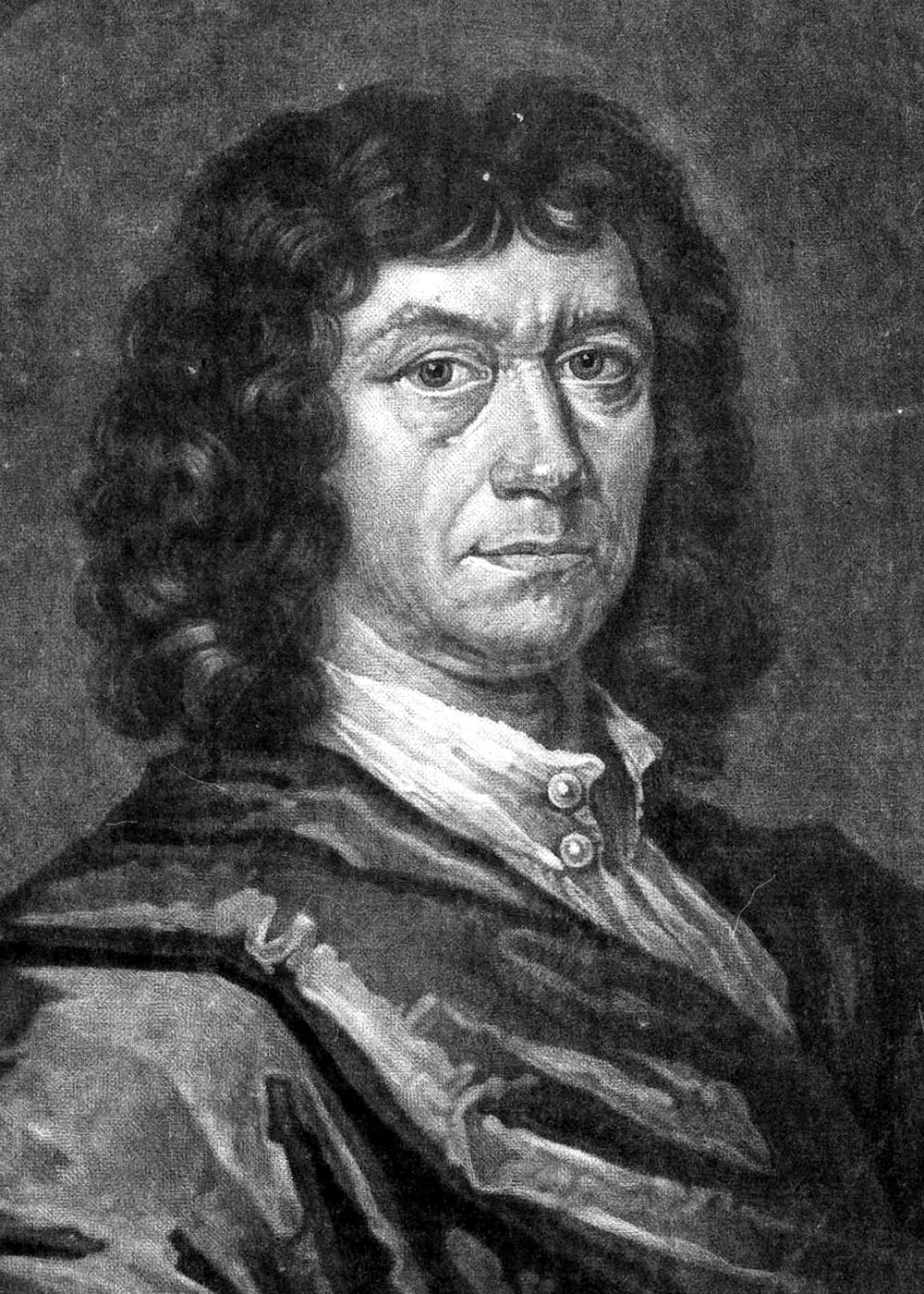
Johann Beer

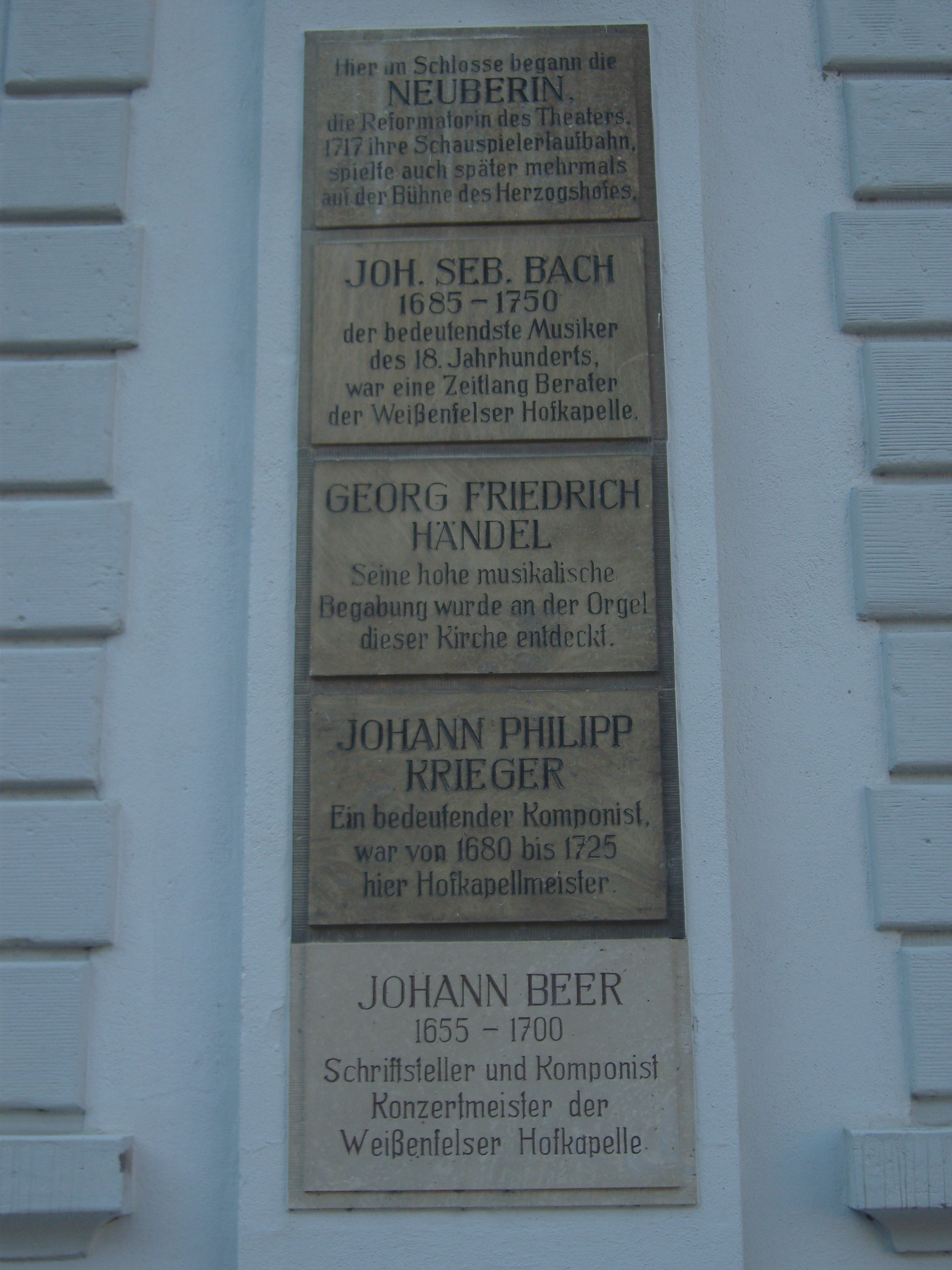
Gedenktafel am Schloss Neu-Augustusburg

Johann Beer, auch Behr oder Bär, (* 28. Februar 1655 in St. Georgen im Attergau, Oberösterreich; † 6. August 1700 in Weißenfels) war ein Schriftsteller und Komponist. Er arbeitete als Konzertmeister und Hofbibliothekar. Als Schriftsteller veröffentlichte er eine größere Anzahl von Romanen unter verschiedenen Pseudonymen und blieb deshalb über lange Zeit als Autor unbekannt.

## Leben
Sein Vater Wolfgang Beer (1621–1699) und dessen Ehefrau Susanna Stadelmeyr (1625–1694) waren Gastwirte im Salzkammergut. Das Ehepaar hatte sechzehn Kinder. Ab 1662 erhielt Johann Beer Unterricht und erste musikalische Unterweisungen im Benediktinerkloster Lambach, dann ab 1665 im Kloster Reichersperg am Inn und ein weiteres Jahr an der Lateinschule in Passau. 1670 emigrierte die Familie als Protestanten aus Glaubensgründen nach Regensburg. Hier besuchte Beer bis 1676 das Gymnasium poeticum. In dieser Schule wurden seine verschiedenen Talente gefördert und er unterhielt seine Mitschüler, zu denen der spätere Komponist Johann Pachelbel gehörte, mit eigenen Stegreifgeschichten und Gedichten. Neben musikalischem und literarischem Talent verfügte Beer auch über zeichnerische Fähigkeiten, was später durch die mit eigenen Holzschnitten illustrierte Geschicht und Histori von Land-Graff Ludwig dem Springer, Weißenfels 1698, belegt wird. Erste musikalische Impulse erhielt er durch den Kompositionsunterricht bei Kaspar Prentz. Im Anschluss ging er für sechs Monate nach Leipzig, wo er theologische Vorlesungen hörte und mit bedeutenden Musikern seiner Zeit bekannt wurde. Im Oktober 1676 trat Beer in Halle eine Stelle als Altist in der Hofkapelle Herzog Augusts von Sachsen-Weißenfels unter Kapellmeister David Pohle an und erhielt ausweislich seines Tagebuchs eine „jährlichen Besoldung von 180. Reichst(alern), die Kost bey Hofe und täglich 1. Maß Wein“. 1679 heiratete er in Halle Rosina Elisabeth Brehmer, in deren elterlicher Gastwirtschaft „Zum Schwartzen Bähren“ er verkehrte. Der Ehe entstammten elf Kinder. Im Jahr darauf zog das Paar mit dem Hof nach Weißenfels um. Seine Ernennung zum Konzertmeister der herzoglichen Hofkapelle zu Weißenfels erfolgte durch Augusts Nachfolger Herzog Johann Adolph I. zu Ostern 1685. Ab 1697 übernahm Johann Beer zusätzlich das Amt des herzoglichen Hofbibliothekars. Er war in die vielfältigen Aktivitäten des seit 1697 regierenden jungen Herzog Johann Georg I. eingebunden, damit aus den Vergnügungen dank musikalischer Umzüge prächtige Feste wurden. Bei einem höfischen Vogelschießen bei Weißenfels wurde Beer am 28. Juli 1700 durch eine verirrte Kugel verletzt. Im später entdeckten Tagebuch hatte der schwerverletzte Beer geschrieben: „Den 31st. schnitte man mir die Bley Kugel aus dem Naken, nach welchem Schnitte sichs in etwas zur Besserung anliesse. Ich habe gleich nach meiner Überbringung in meinem Hause, Herren D. Oleario gebeichtet, und mich mit dem Hochwürdigen Sacrament versehen.“ Er starb neun Tage später.

## Schriftsteller
Beer verfasste unter einer Reihe von Pseudonymen, hier besonders als 'Jan Rebhu' satirische Schriften sowie Ritterromane, sowie eine Reihe von Picaro-(Schelmen-)romanen, wie z. B. den Der Symplizianische Welt-Kucker (1677/79) oder Des Abentheuerlichen Jan Rebhu Artlicher Pokazi (1679/80). Trotz der offensichtlichen Anspielungen auf die Werke Grimmelshausens konnten diese Romane dessen Erfolg nicht erreichen. Als Autor dieser Schriften wurde er erst 1932 von Richard Alewyn enttarnt. Alewyn verfasste eine Monographie über Beer, in der er versuchte, das Neue an dessen Literatur herauszuarbeiten. In Unterschied zu Grimmelshausen habe sich Beer weitgehend vom symbolhaltigen Weltbild des Barock gelöst und liefere in seinen Romanen eine realistische Wiedergabe der zeitgenössischen Wirklichkeit. Die Teutschen Winternächte und Die kurtzweilgen Sommer-Täge sind beispielhaft für Beers moralisierende Satiren. Gerade dieser gesellschaftskritische Blick führte zeitgenössisch zu Widerspruch. Rezeptionsgeschichtlich erklärt diese mehrdeutige Textstrategie seinen Nachrang hinter Grimmelshausen. Wie bei vielen dieser Barockschriften kommt es zu ungesicherten oder Mehrfach-Zuschreibungen. Diejenige Schriften, die sich auf Beers Zeitgenossen Johannes Riemer beziehen, konnten durch textkritische Motivanalysen richtig zugeordnet werden. Dennoch wurden in einige, vermeintlich Beers Schriften editierende Ausgaben auch fälschlich zugeschriebene Texte aufgenommen. Dies erfolgte besonders wegen der literarischen Prominenz von Beer, der einige Nachahmer seines Schreibstils hervorbrachte und weil diese wie Beer selbst zahlreiche Pseudonyme verwendeten. Viele seiner Pseudonyme und damit letztlich einige der Fehlzuschreibungen wurden erst im 20. Jahrhundert vom Literaturwissenschaftler Richard Alewyn entschlüsselt, der dabei die in Beers Romanen eingestreuten Schulgeschichten als autobiographische Erlebnisse deutet. Das erregte zunächst fachlichen Widerspruch, konnte aber später bewiesen werden, nachdem die zu den geschilderten Vorfällen passenden disziplinarrechtlichen Protokolle aufgefunden wurden. Beer hinterließ eine autobiographische Schrift, die als Autograph vorliegt. Darin berichtet er über seine Geburt, Kindheit, Jugend sowie seinen weiteren Lebenslauf. An den Rand der Handschrift zeichnete er selbst Illustrationen. Die zunächst flüssige Erzählung geht bald über in eine tagebuchartige, chronikalische Aufzählung von Lebensereignissen. Zudem schildert Beer darin zahlreiche Unfälle, Unglücke, Krankheiten, Hinrichtungen und andere gewalttätige Ereignisse. Diese Aufzeichnungen enden mit der von Beer selbst stammenden Angabe, dass er sehr schwer bei einem Jagdunfall verwundet wurde. Diese autobiographische Schrift wurde zur Grundlage einer psychobiographischen Studie, die sich vor allem mit den Folgen eines Kindheitstraumas beschäftigt: Sie betrifft den Unfalltod seiner beiden jüngeren Brüder Abraham und Gottlieb, den Beer im Alter etwa fünf Jahre erleben musste.
Eine kritische Ausgabe der Sämtlichen Werke wurde von F. van Ingen und H.-G. Roloff 1981 ff. in Bern vorgelegt.

## Komponist
Zunächst verfasste Beer kleinere, für das Stimmrepertoire seiner Schüler oder Laienaufführungen geeignete Musikwerke, deren kompositorische Besonderheiten er in programmatischen Streitschriften erörterte. Bereits mit dem 'bellum musicum', den er 1684 anlässlich der Hochzeit des Kapellmeisters Johann Philipp Krieger geschrieben und 1701 erweitert und eingedeutscht unter dem Titel 'Der Musicalische Krieg' veröffentlicht hatte, kritisiert er aus musikpraktischer Sicht die strengen Vorgaben seiner Zeit. Mit dem Gothaer Pietisten Gottfried Vockerodt stritt er um den musikpädagogischen Nutzen traditioneller Kompositionslehren, z. B. des Prinzips des Kontrapunkts. Beers ‚Ursus murmurat‘ (lat. „Der Bär murmelt“) und 'Ursus vulpinatur' (lat. Der hinterlistige Bär) brachten ihm in der Fachwelt Aufmerksamkeit und Kritik ein. Eine neue Form des musiktheoretischen Traktats schuf er mit den Scherzdisputation wie seiner Schrift Musicalische Discurse (1689), die zusammen 'Schola-phonologica'(1695) als Kompositionslehren seinen Nachruhm begründen. Bei seinen Widmungskompositionen verwendete Beer den Wünschen und Neigungen der Auftraggeber entsprechende Orchestrierungen. Gerade die zum Streichorchester außergewöhnlichen Instrumente, wie das Waldhorn, bedingten seine Wiederentdeckung. Inzwischen gehört er neben Telemann und Haydn zum Standard-Repertoire für Hornkonzerte. Populär sind Beers Kompositionen als thematisch-ikonische Musik, so z. B. bei der musikalischen Untermalung der vierteiligen TV-Dokumentation einer Alpenüberquerung in der Postkutsche des Bayerischen Fernsehens 2010.

### Johann-Beer-Literaturpreis
Von 2009 bis 2018 wurde in Österreich der Johann-Beer-Literaturpreis gemeinsam von der Ärztekammer in Oberösterreich und der Deutschen Bank für das Werk eines Österreichers vergeben, der „von den Unwägbarkeiten des Lebens erzählt“. Das Preisgeld betrug € 7.000. Zu den Preisträgern gehörten Robert Schindel (2013) oder Friederike Mayröcker (2014).

## Werke

### Belletristische Werke
- Lieblicher Sommer-Klee und Anmuthiges Winter-Grün. das ist: Allerhand lächerliche/ iedoch höfliche Schwänck/ u[n]d kurzweilige Schnaken/ bestehend in mancherley artigen Fragen/ possierlichen Beantwortungen/ gutgemeinten Ernst- und lustigen Schimpf- und Scherz-Reden / Also zusammen gelesen und gebunden durch Ernst Immerlustig. 1670.
- Der Simplicianische Welt-Kucker. 4 Bände. Halle/Saale 1677–1679.
- Der abenteuerliche wunderbare und unerhörte Ritter Hopfen-Sack von der Speck-Seiten. Bestehend: In allerhand Begebenheiten/ gerrissener Castellen/ Einöden/ Gespenstern/ Abentheuern, Duellen/ Turnieren/ Verzauberungen und dergleichen / Allen Liebhabern wunderlicher und abentheurlicher Geschichten/ in specie aber/ Herrn Wolff Peter Rafgi de Gurgu zur sonderlichen Ergötzung an den Tag gegeben von Einem lebendigen Menschen. Halle 1678. Nachdruck: Shaker, Aachen 2003, ISBN 3-8322-1311-2.
- Des abentheurlichen Jan Rebhu Ritter Spiridion aus Perusina. In welchem nebenst lustiger, u. ausführlicher Erzehlung dessen Liebs-Geschichte, Castripoli des Printzen von Ferasca absonderliche Abentheuer erzehlet … wird. Wobey auch anzutreffn etliche Judicia über den Ritter Hopffen-Sack … Ans Tage-Licht gegeben durch einen Liebhaber aller tugendsamen Gemüther. Hübner, Halle 1678.
- Printz Adimantus und der Königlichen Prinzeßin Ormizella Liebes-Geschicht: Worinnen ausführlich beschrieben wird Die wunderbahre Arth Des Verzauberten Castells in Hircania. Voll von Ritterlichen und wundersamen Begebenheiten. Hübner, Halle 1678.
- Die vollkommene Comische Geschicht Des Corylo. Das ist: Die absonderliche und denckwürdige Beschreibung Eines Ertz-Landstreichers Coryli / Der Neue Ehemann. Welche dessen vielfältige und ungemeine Buhlereyen mit hohen und niedrigen Standes-Personen/ Glück und Unglück in und ausser Landes/ Amt/ Stand und Condition mit lebendigen Farben entwirfft/ und der gantzen Welt durch sonderliche Zeit-Verkürtzung vor Augen stellet. Hoffmann, Nürnberg 1679.
- Jucundi Jucundissimi Wunderliche Lebens-Beschreibung. Welcher erzehlet wie und auf was Weis er in der Welt/ unter lauter abentheurlich- und seltsamen Begebenheiten herum gewallet/ bis er endlich zur Ruhe gekommen; In welcher Unterschidliche Begebenheiten durch die Hechel gezogen/ und sonsten allerley merk-würdige Zufälle der vorwitzigen Welt offenbaret und entworfen werden. 1680 (Digitalisat und Volltext im Deutschen Textarchiv).
- Des berühmten Spaniers Francisci Sambelle Wolausgepolirte Weiber-Hächel: Darinnen demselbigen Geschlecht die Warheit tapffer aufgefiedelt/ die Laudes hurtig gesungen/ und ihre Handlungen Choraliter herunter figurirt werden; … aus dem Spanischen ins Hochteutsche übersetzet/ durch den allenthalben bekannten Jan-Rebhu, von S. Georgen aus dem Ländlein ob der Enß. 1680.
- Das Narrenspital. Darinnen umschweiffig erzehlet wird/ was der faule Lorentz hinter der Wiese vor ein liederliches Leben geführet/ und was vor ehrliche Pursche man im Spital angetroffen habe / Denen Interessenten zum besten/ männiglich aber zu Verkürtzung der Melancholischen Stunden beschrieben und heraus gegeben/ Durch Hanß guck in die Welt. 1681. Neuausgabe: Greno, Nördlingen 1987, ISBN 3-89190-414-2.
- Die Mit kurtzen Umständen entworffene Bestia civitatis Was vor ein ärgerliches Leben dieselbe samt ihrer Tochter geführet, und wie sie letztlich solches geendet haben … / Erstlich Lateinisch beschrieben Durch Franciscum a Claustro … ins Teutsche Übers. Durch den jungen Simplicius Simplicissimus. 1681.
- Der Neu ausgefertigte Jungfer-Hobel, Durch welchen ein und andere Jungferliche Untugenden abgehobelt und sonsten allerley Schnitzer … abgesaubert … werden … / Von Dem … Francisco Sambelle. 1681.
- Der Politische Feuermäuer-Kehrer. Der überaus lustige und manierliche Begebenheiten der curiosen Welt … zur vorsichtigen Warnung des heut zu Tag in Grund verdorbenen Frauenzimmers, welches darinnen nach all ihren Eigenschafften abgemahlet wird … / Entworffen von Antonino Caminero. Weidmann, Straßburg/Leipzig 1682, OCLC 22567484.
- Zendorii à Zendoriis Teutsche Winternächte, oder, Die ausführliche und denckwürdige Beschreibung seiner Lebens-Geschicht: darinnen begriffen allerley Fügnissen und seltsame Begebenheiten, curiöse Liebes-Historien und merckwürdige Zufälle etlicher von Adel- und anderer Privat-Personen. Joh. Hoffmann, Nürnberg 1681, OCLC 84722482.
- Der politische Bratenwender, Worinnen enthalten allerhand politische Kunstgriffe … / entworffen von Amando de Bratimero. Weidmann, Leipzig 1682.
- Der verliebte Europäer, Oder Warhafftige Liebes-Roman. Wien 1682 (Digitalisat und Volltext im Deutschen Textarchiv).
- Die Andere Ausfertigung Neu=gefangener Politischer Maul=Affen/ Mit allerhand Einfältiger Klugheit der Superlativischen Welt/ Aus Mancherley fantastischen/ jedoch wahrhafftigen Privat-Händeln hervor gesucht/ Und curieusen Gemüthern/ mit durchgehenden Moral-Regeln/ zu Nutz und Lust vor Augen gestellet durch Florianum de Francomonte. 1683, Neuausgabe Sämtliche Werke Band 9, Peter Lang Verlag, Frankfurt/M. 1997, ISBN 978-3-906756-01-1.
- Die kurtzweiligen Sommer-Tage, oder, Ausführliche Historia: in welcher umständlich erzählet wird, wie eine vertraute adeliche Gesellschafft sich in heisser Sommers-Zeit zusammen gethan … an den Tag gegeben / durch Wolffgang von Willenhag. 1683.
- Zwey schlechte Trauer-Blätter / Welche in den Cypressen-Crantz Der … Frauen Elisabeth-Julianen/ Gebohrner von Wangenheim/ Aus dem Hause Wangenheim/ Des … Hanß Dietrichs Von Geißmar … Hertzwerthesten Ehe-Liebsten/ Am Tage ihres … Leichen-Begängnisses Welcher war den 1. Octobris/ 1685. Zu dero letzten Ehren Thränend einflechten/ Und dem Hoch-Edlen Herrn Wittber Hierinnen seinen schuldigen Gehorsam Erweisen wollen Johann Beer/ Fürstl. Sächs. Weissenfelsischer Concert-Meister. Brühl, Weißenfels 1685.
- Der Deutsche Kleider=Affe/ durch und durch Mit kurtzweiliger Einfalt und einfältiger Kurtzweil/ Allen Curieusen Liebhabern zur Delectation, Aus eigener Erfahrung auff die Schau=Bühne gestellet von Alamodo Pickelhering. Leipzig 1685, Neuausgabe Sämtliche Werke Band 9, Peter Lang Verlag, Frankfurt/M. 1997, ISBN 978-3-906756-01-1.
- Johannis Beerii Austriaci, Serenissimi Principis Saxo-Weissenfelsensis Phonasci ac in Camera Musici, Deutsche Epigrammata, Welchen Etlich wenig Lateinische beygefügt seynd. Weissenfels 1691.
- Das bittere Leyden und Sterben unsers Herren und Heylandes Jesu Christi/ nach dem Inhalt der H. vier Evangelisten/ seinem Erlöser und Seeligmacher zu schuldigsten Ehren/ in gebundener Rede einfältig betrachtet und beschrieben / von Johann Beern/ Hochfl. Sächs. Weißenfels. Concert-Meister. Mit Brühlischen Littern. Weißenfels 1695.
- Ursus murmurat das ist Klar und deutlicher Beweiß welcher gestalten Herr Gottfried Vockerod … . Weimar 1697.
- Ursus Vulpinatur. List wieder List/ Oder Musicalische Fuchs-Jagdt. Darinnen Gottfried Vockerodens/ des Gymnasii Illustris zu Gotha Rectors, seiner wider Hn. D. Wentzeln/ Hn. Lorbern/ und wider mich … ausgegangenen Apologie, der Balg abgejagt … und in einem wunderlichen Traum-Gesicht vorgestellet wird / durch Johann Beern/ Hochfürstl. S. Weißenfelsischen Concert-Meister … gebohren zu Sanct Geörgen im Land ob der Ennß. Brühl, Weißenfels 1697 (Beschreibung) (Digitalisat).
- Geschicht und Histori von Land-Graff Ludwig dem Springer. Weißenfels 1698.
- Der Kurtzweilige Bruder Blau-Mantel: Welcher Umständlich erzehlet/ wie er in dieser Welt sein Stück Brod suchen und sich mit Sorg und Kummer unter allerley Leuten habe hinbringen müssen / Allen blauen Mänteln zum Erkenntnis ihrer selbst und zum fernern Nachsinnen beschrieben/ Durch Jan Rebhu. 1700.
- Der verkehrte Staats-Mann/ Oder Nasen-weise Secretarius: Wie sich Derselbe durch seine arglistigen Griffe in die Höhe geschwungen/ durch die Wahrheit aber auff die Finger geklopfft und von seinen vermeynten Ehren-Stuffen gestossen worden … / Von Experto Ruperto Ländler/ Bauren am Adler-See. Martenau, (Köln, fingiert) 1700 (Digitalisat).
- Bellum musicum, oder, Musicalischer Krieg: in welchem umbständlich erzehlet wird wie die Königin Compositio nebst ihrer Tochter Harmonia mit denen Hümpern und Stümpern zerfallen und nach beyderseits ergriffinen Waffen zwey blutige Haupt-Treffen sambt der Belagerung der Vestung Systema unfern der Invention-See vorgegangen; auch wie solcher Krieg endlich gestillet und der Friede mit gewissen Grund-Reguln befestiget worden … / von Johann Behren. o. O. 1701. Posthum mit einem Vorwort von Johann Christoph Lorber herausgegeben von Peter Wenig.
- Der Verliebte Oesterreicher, Oder Die Liebs- und Lebens-Geschicht Mit der an Tugenden und Schönheit unvergleichlichen Sorona / Durch Jean Rebhu. Posthum 1704 (Digitalisat).

### Fälschlich zugeschrieben
- Der andere Ausfertigung neu-gefangener politischer Maul-Affen. Mit allerhand einfältiger Klugheit der superlativischen Welt, aus mancherley fantastischen jedoch wahrhafftigen Privat-Händeln hervor gesucht, und curieusen Gemüthern … vor Augen gestellet durch Florianum de Francomonte. Weidmann, Franckfurt, Leipzig 1683.
- Die Politische Mause-Falle Das ist Unterschiedliche lustige und listige Begebenheiten der politischen Welt: Allen Curiösen Liebhabern Zum kurtzweiligen Zeitvertreib … Und denen Interessenten zur dienlichen Erinnerung verfertiget/ Und an den Neulich-herausgegebenen Politischen Ratt und Maußfänger bestermaßen recommendiret / Von Veritano Germanico. 1683.

### Opern und Musikschriften
- Nero. Weißenfels 1685 (Digitalisat und Volltext im Deutschen Textarchiv), (Text und Musik vermutlich von Beer).
- Die Beschuldigte Unschuld und Gezüchtigte Zucht: Welche … durch theatralische Vorstellung der keuschen Susannen auf der Coburgischen Schaubühne praesentiret und durch eine Musicalische Opera aufgeführet worden. Coburg 1687.
- Die keusche Susanne. Coburg 1687 (Text und Musik vermutlich von Beer).
- Salvete caelorum faces o scintillae. Musikhandschrift in der Sammlung der Fürsten- und Landesschule Grimma Mus.2178-E-502, 1687.
- Jenisches Wunsch- und Freuden-Erschallen/ wordurch Dem … Hn. Johann Wilhelm/ Hertzogen zu Sachsen/ Jülich/ Cleve und Berg … Als Seine Hoch-Fürstl. Durchlauchtigkeit den 23. Hornungs-Tag des 1688. Heil-Jahres … hiesiger … Universität Rector Magnificentissimus … vorgestellet worden/ in einer geringen Nacht-Music Ihre unterthänigste Devotion gehorsamst beweisen sollen Sämtlich allhier Studirende. Nisius, Jena 1688.
- Laetatus sum.  Musikhandschrift in der Sammlung der Fürsten- und Landesschule Grimma Mus.2178-E-500, 1693.
- Schola Phonologica. Musikhandschrift in der Sammlung Carl-Ferdinand Becker der Leipziger Städtischen Bibliothek I 4° 37, 1695.
- Antonius Römischer Triumvir. Weißenfels 1697, (Digitalisat und Volltext im Deutschen Textarchiv), (Text und Musik vermutlich von Beer).
- Serena amoena laetata beata.Musikhandschrift in der Sammlung der Fürsten- und Landesschule Grimma Mus.2178-E-503. 1700.
- O panis angelice. Musikhandschrift in der Sammlung der Fürsten- und Landesschule Grimma Mus.2178-E-501. 1700.

## Sekundärliteratur, chronologisch
- Gottfried Vockerodt: Mißbrauch der freyen Künste/ insonderheit Der Music/ nebenst abgenöthigter Erörterung der Frage: Was nach D. Luthers und anderer Evangelischen Theologorum und Politicorum Meinung von Opern und Comödien zu halten sey?: gegen Hn. D. Wentzels/ Hn. Joh. Christian Lorbers/ und eines Weissenfelsischen Hof-Musicantens Schmäh-Schrifften gründlich und deutlich vorgestellet; und Mit einer Zugabe/ darinne enthalten: I. Eine Erinnerung an die Censores dieser Schrifft: II. Das von den Pasquillanten angefochtene Programma: III. Der hochlöblichen Theol. Facultät zu Giessen Bedencken: IV. Vorstellung des unfertigen und seltsamen Beginnens des Weissenfelsischen Pasquillanten/ welcher wider diese unedirte und noch nicht gelesene/ vielweniger geprüffete Schrifft/ an statt einer Widerlegung/ zwey neue Pasquille verfertiget/ und deren Titul: Ursus saltat und Ursus triumphat, von Interessenten ümtragen und bekant machen lassen Mit gnädigster hoher Genehmhaltung heraußgegeben von Gottfried Vockerodt/ des Fürstl. Gothaischen Gymnasii Rectore. Zunner, Franckfurt 1697. Zeitgenössische kritische Würdigung von Beers Wirken als Autor und Rektor in Weißenfels (Digitalisat).
- Johann Christoph Stange: Das unversehene/ aber doch Seelige Ende/ Des … Herrn Johann Bährs/ Hoch-Fürstl. Sächß. … Cammer-Musici, Concert-Meisters und Bibliothecarii zu Weissenfels/ Wurde bey dessen … Beerdigung den 8. Aug. Anno MDCC. Jn einer Leichen-Rede Kürtzlich vorgestellet. Brühl, Weißenfels 1700 (Digitalisat).
- Arrey von Dommer: Beer, Johann. In: Allgemeine Deutsche Biographie (ADB). Band 1, Duncker & Humblot, Leipzig 1875, S. 768 f.
- Richard Alewyn: Johann Beer (= Palaestra. 181). Leipzig 1932.
- Richard Alewyn: Beer, Johann. In: Neue Deutsche Biographie (NDB). Band 1, Duncker & Humblot, Berlin 1953, ISBN 3-428-00182-6, S. 736 f. (Digitalisat).
- Manfred Kremer: Die Satire bei Johann Beer. Dissertation. Köln 1964.
- Jörg Jochen Berns: Studien zu den Willenhag-Romanen Johann Beers. (= Marburger Beiträge zur Germanistik, Band 9). Marburg 1965 (zugleich phil. Diss. 1964).
- Adolf Schmiedecke (Hrsg.): Johann Beer. Sein Leben von ihm selbst erzählt. Vandenhoeck & Ruprecht, Göttingen 1965, kommentierte Auswahl aus den Schriften DNB 450303241.
- James Hardin: „Der Politische Feuermäuerkehrer“. … Contrasting Views of Woman. In: Modern Language News, 96, 1981, S. 488–502.
- Jörg Krämer: Poetologie, immanente Poetik und Rezeption „niederer“ Texte im späten 17. Jahrhundert. Lang, Frankfurt am Main u. a. 1991, ISBN 3-631-44038-3.
- Kuno Gurtner: „Ich hab ein Korb voll Obst beisammen“. Studien zur Poetik der Romane Johann Beers. Lang, Bern [u. a.] 1993.
- Werner Braun: Beer, Johann. In: Ludwig Finscher (Hrsg.): Die Musik in Geschichte und Gegenwart. Zweite Ausgabe, Personenteil, Band 2 (Bagatti – Bizet). Bärenreiter/Metzler, Kassel u. a. 1999, ISBN 3-7618-1112-8 (Online-Ausgabe, für Vollzugriff Abonnement erforderlich)
- Ralph Frenken: Kindheit und Autobiographie vom 14. bis 17. Jahrhundert: Psychohistorische Rekonstruktionen. 2 Bände. (= Psychohistorische Forschungen, Band 1/1 u. 1/2). Kiel 1999 (zu Beer: S. 626–648).
- Helmut Pachler: Johann Beer – Versuch einer Annäherung an seine Zeit, seine Person und sein literarisches Werk. St. Georgen 1999, ISBN 3-9501147-2-6.
- Andreas Brandtner, Wolfgang Neuber (Hrsg.): Beer, 1655 - 1700, Hofmusiker, Satiriker, Anonymus. Eine Karriere zwischen Bürgertum und Hof. Katalog zur Ausstellung in der Galerie im Stifter-Haus in Linz, Juli/August 2000. Turia + Kant, Wien 2000, ISBN 3-85132-281-9.
- Andreas Solbach: Johann Beer. Rhetorisches Erzählen zwischen Satire und Utopie. Niemeyer, Tübingen 2003, ISBN 978-3-8253-5939-3.
- Ferdinand van Ingen, Hans-Gert Roloff (Hrsg.): Johann Beer. Schriftsteller, Komponist und Hofbeamter 1655–1700. Beiträge zum Internationalen Beer-Symposion in Weißenfels Oktober 2000. Lang, Bern usw. 2003.
- Stephen Rose: The bear growls. In: Early music. 33, 2005, S. 700–702.
- Stephen Rose: The musician-novels of the German Baroque: new light on Bach’s world. In: Understanding Bach, 3, 2008, S. 55–66 (bachnetwork.co.uk PDF; 142 kB).
- Stephen Rose: The Musician in Literature in the Age of Bach. Cambridge University Press, Cambridge 2011, ISBN 978-1-107-00428-3.

### Werk- und Literaturverzeichnisse
- James Hardin: Johann Beer, eine beschreibende Bibliographie. Bern 1983, ISBN 3-7720-1464-X.
- Gerhard Dünnhaupt: Johann Beer (1655–1700). In: Personalbibliographien zu den Drucken des Barock. Band 1. Hiersemann, Stuttgart 1990, ISBN 3-7772-9013-0, S. 466–489.
- Manfred Lischka: Der Komponist Johann Beer, ein Verzeichnis der Kompositionen. In: Daphnis, 9, 1980, S. 557–596.